# Niabré
 (octobre 2012).
Si vous disposez d'ouvrages ou d'articles de référence ou si vous connaissez des sites web de qualité traitant du thème abordé ici, merci de compléter l'article en donnant les références utiles à sa vérifiabilité et en les liant à la section « Notes et références ».
Les Niabrés sont un peuple bété vivant dans le département de Gagnoa.
Le président des chefs de village de Gagnoa est Niabré ainsi que la comédienne Claudia Tagbo et le designer Alain-Michel Fagnidi.